# Санта-Роза (Каліфорнія)
Санта-Роза (ісп. Santa Rosa, англ. Santa Rosa) — історично важливе і найбільше місто (англ. city) в США, в окрузі Сонома штату Каліфорнія. Населення — 178 127 осіб (2020). Санта-Роза є найбільшим містом у «країні вина» Каліфорнії і п'ятим за величиною містом в околицях Сан-Франциско, після Сан-Хосе, Сан-Франциско, Окленда і Фрімонта. Міська агломерація області Санта-Роза становить 486630 жителів, що робить це місто 12-м за величиною у Каліфорнії і 105-м у Сполучених Штатах.

## Географія
Санта-Роза розташована за координатами 38°26′49″ пн. ш. 122°42′22″ зх. д. / 38.44694° пн. ш. 122.70611° зх. д. (38.446816, -122.706136).  За даними Бюро перепису населення США в 2010 році місто мало площу 107,48 км², з яких 106,95 км² — суходіл та 0,53 км² — водойми.

### Клімат
| Клімат : Санта-Роза     | Клімат : Санта-Роза | Клімат : Санта-Роза | Клімат : Санта-Роза | Клімат : Санта-Роза | Клімат : Санта-Роза | Клімат : Санта-Роза | Клімат : Санта-Роза | Клімат : Санта-Роза | Клімат : Санта-Роза | Клімат : Санта-Роза | Клімат : Санта-Роза | Клімат : Санта-Роза | Клімат : Санта-Роза |
| Показник                | Січ.                | Лют.                | Бер.                | Квіт.               | Трав.               | Черв.               | Лип.                | Серп.               | Вер.                | Жовт.               | Лист.               | Груд.               | Рік                 |
| Абсолютний максимум, °C | 29,4                | 33,9                | 32,8                | 36,7                | 40,0                | 42,8                | 45,0                | 41,7                | 43,3                | 40,6                | 33,3                | 28,3                | 45,0                |
| Середній максимум, °C   | 15,0                | 17,3                | 19,2                | 21,3                | 23,6                | 26,7                | 27,9                | 28,2                | 28,4                | 25,5                | 19,4                | 15,0                | 22,3                |
| Середній мінімум, °C    | 1,2                 | 4,1                 | 6,1                 | 7,1                 | 9,1                 | 10,9                | 11,3                | 11,4                | 10,8                | 9,1                 | 3,8                 | 2,2                 | 7,3                 |
| Абсолютний мінімум, °C  | −9,4                | −6,7                | −4,4                | −3,3                | −2,8                | −1,1                | 3,9                 | −1,1                | −1,1                | −4,4                | −6,1                | −12,8               | −12,8               |
| Днів з дощем            | 13                  | 11                  | 10                  | 7                   | 4                   | 1                   | 0                   | 1                   | 2                   | 5                   | 9                   | 11                  | 74,0                |
| ----------------------- | ------------------- | ------------------- | ------------------- | ------------------- | ------------------- | ------------------- | ------------------- | ------------------- | ------------------- | ------------------- | ------------------- | ------------------- | ------------------- |
| Джерело:                |                     |                     |                     |                     |                     |                     |                     |                     |                     |                     |                     |                     |                     |

## Демографія
Згідно з переписом 2010 року, у місті мешкало 167 815 осіб у 63 590 домогосподарствах у складі 39 231 родини. Густота населення становила 1561 особа/км².  Було 67396 помешкань (627/км²).
Расовий склад населення:
| - 71,0 % — білих - 5,2 % — азіатів - 2,4 % — чорних або афроамериканців - 1,7 % — корінних американців - 0,5 % — вихідців з тихоокеанських островів - 14,1 % — осіб інших рас |

До двох чи більше рас належало 5,1 %. Частка іспаномовних становила 28,6 % від усіх жителів.
За віковим діапазоном населення розподілялося таким чином: 23,4 % — особи молодші 18 років, 63,1 % — особи у віці 18—64 років, 13,5 % — особи у віці 65 років та старші. Медіана віку мешканця становила 36,7 року. На 100 осіб жіночої статі у місті припадало 95,2 чоловіків;  на 100 жінок у віці від 18 років та старших — 92,2 чоловіків також старших 18 років.
Середній дохід на одне домашнє господарство  становив 79 366 доларів США (медіана — 61 050), а середній дохід на одну сім'ю — 90 420 доларів (медіана — 70 201). Медіана доходів становила 48 660 доларів для чоловіків та 44 882 долари для жінок. За межею бідності перебувало 12,6 % осіб, у тому числі 17,2 % дітей у віці до 18 років та 6,9 % осіб у віці 65 років та старших.
Цивільне працевлаштоване населення становило 82 900 осіб. Основні галузі зайнятості: освіта, охорона здоров'я та соціальна допомога — 22,1 %, роздрібна торгівля — 12,6 %, виробництво — 11,1 %, мистецтво, розваги та відпочинок — 10,9 %.

## Вихідці із Санта-Рози
- Лютер Бербанк — американський біолог, селекціонер-дарвініст.
- Ширлі Басбі (Shirlee Busbee) — письменниця
- Ребекка Де Морні (Rebecca De Mornay) — відома акторка кіно і телебачення
- Вільям Марк Фелт (William Mark Felt) — відомий керівник Федерального бюро розслідувань США
- Томас Лейк Гарріс (Thomas Lake Harris) — відомий в Америці містик та провидець
- Кріс Гейєс (Chris Hayes) — музикант і засновник відомої поп-рокової формації 80-х років «Huey Lewis and the News»
- Джозеф і Вільям Гант (Joseph and William Hunt) — брати Ганти, засновники томатної корпорації «Hunt's», основного конкурента «H. J. Heinz Company»
- Леві Лайфаймер — (Levi Leipheimer) — відомий велосипедист, переможець багатьох професійних велоперегонів
- Джулія Лондон (Julie London) — відома американська співачка та артистка
- Наталі Вуд (Natalie Wood) — дуже відома американська акторка українсько-російського походження.